# 에너지 효율

산키 다이어그램
입력=출력+손실, 효율=출력/입력

에너지 변환 효율(Energy conversion efficiency, 기호 η)은 넓은 의미로는 투입한 에너지에 대해 이용할 수 있는 에너지의 비이다. 좁은 의미로는, 반응시키는 에너지 중 얼마나 에너지가 회수되는지의 비이다.
열기관에서의 에너지 효율은 열효율이라고도 한다. 고온 열원으로 들어가는 열량을 Q 1, 저온 열원으로 배출되는 열량을 Q 2라고 하면, 열효율 η 는
η = (Q 1  - Q 2 ) ÷ Q 1 = 1 - (Q 2 ÷ Q 1 )
로 주어진다.

## 같이 보기
- 연소열
- 국제전기기술위원회
- 영구 기관
- 태양 전지 효율